# 東平壤大劇場
39°01′52″N 125°46′13″E / 39.031158°N 125.770413°E

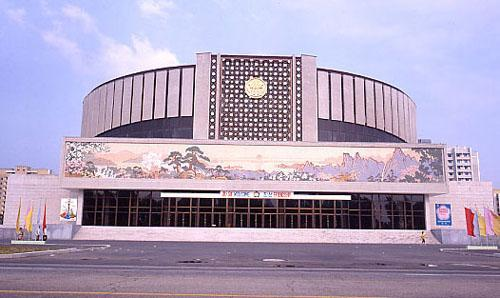
東平壤大劇場

東平壤大劇場（朝鲜语：／ Tong-P'yŏngyang daegŭkchang）位於朝鮮平壤直轄市大同江東岸。該建築於1989年5月竣工，總面積達43,800平方公尺，可容納大約2500名觀眾。
2008年2月26日，美國紐約愛樂交響樂團於該劇院表演，成為首隊在朝鮮演出的美國交響樂團。